# Battlelore
Pour les articles homonymes, voir Battlelore (homonymie).
Battlelore est un groupe de metal symphonique finlandais, originaire de Lappeenranta. Le style musical du groupe contient des éléments de metal extrême et de metal plus classique. Le nom du groupe dérive des mots anglais battle (bataille) et folklore. Tous les textes traitent de peuples ou événements de la Terre du Milieu de J. R. R. Tolkien.

## Biographie

### Débuts
Battlelore est formé en 1999 par le guitariste Jyri Vahvanen et le bassiste Miika Kokkola. Il s'agit à cette période du projet de Jyri.
Ce projet a souvent changé de nom et ne comptait aucun membre permanent[réf. nécessaire], jusqu'à l'été 1998 où Jyri s'y consacre entièrement, décidant de se lancer dans son propre genre musical sous le nom de Battlelore. Tommi le rejoint, et Jyri demande à son ami Gorthaur (Horna) de prendre le rôle de batteur. Plus tard, à l'arrivée de Miika, le projet devient un groupe à part entière. Dans le premier album promotionnel de Battlelore, Warrior's Tale, qui est enregistré en 1999, quelques musiciens de session sont employés pour les voix et le synthétiseur clairs. Après ce premier enregistrement, Patrik rejoint la bande, y apportant sa voix puissante, à la satisfaction des autres membres du groupe. Le groupe remarquant que Gorthaur n'avait pas eu assez de temps pour se préparer, ce dernier est remplacé par le frère de Jyri, Henri, qui avait joué de la batterie pendant plusieurs années.
En été 2000, Battlelore entre en studio pour le deuxième album promotionnel : Dark Fantasy. Ils demandent alors à Maria d'Elderthrones d'y jouer du synthétiseur et invitent Kaisa de My Sweet Sorrows pour certaines des voix. Musiciennes de session sur ce CD promo, elles deviennent par la suite membres à part entière du groupe. Dark Fantasy est envoyé aux labels du monde entier, déclenchant l'intérêt de Napalm Records qui devient le label officiel du groupe.
Le guitariste Tommi Havo quittera le groupe pour des raisons personnelles et est remplacé par le guitariste Jussi Rautio. Le premier album du groupe, ...Where the Shadows Lie, qui contient des chansons réenregistrées depuis leurs premières démos, est publiée en 2002 et est bien accueilli par la presse spécialisée.

### Third Age of the Sun(2004-2005)
En 2004, le chanteur Patrik Mennander quitte le groupe par manque de motivation, et est d'abord temporairement, puis officiellement remplacé par l'ancien guitariste d'Evemaster, Tomi Mykkänen. Le dernier concert de Mennander s'effectue au RingCon (festival officiel de The Lord of the Rings à Bonn, en Allemagne). Le bassiste et membre fondateur Miika Kokkola quitte aussi le groupe pour des raisons personnelles, et est remplacé par Timo Honkanen, ancien invité de tournée.
Avec cette nouvelle formation, le groupe publie son troisième album studio, Third Age of the Sun, en 2005. L'album est enregistré aux Sound Suite Studios au printemps 2005, et produit par Terje Refsnes ; un clip vidéo de la chanson Storm of the Blades est filmé pour la promotion de l'album. L'album atteint la 38e place des classements musicaux finlandais.

### Tournées et nouveaux albums (2006–2010)

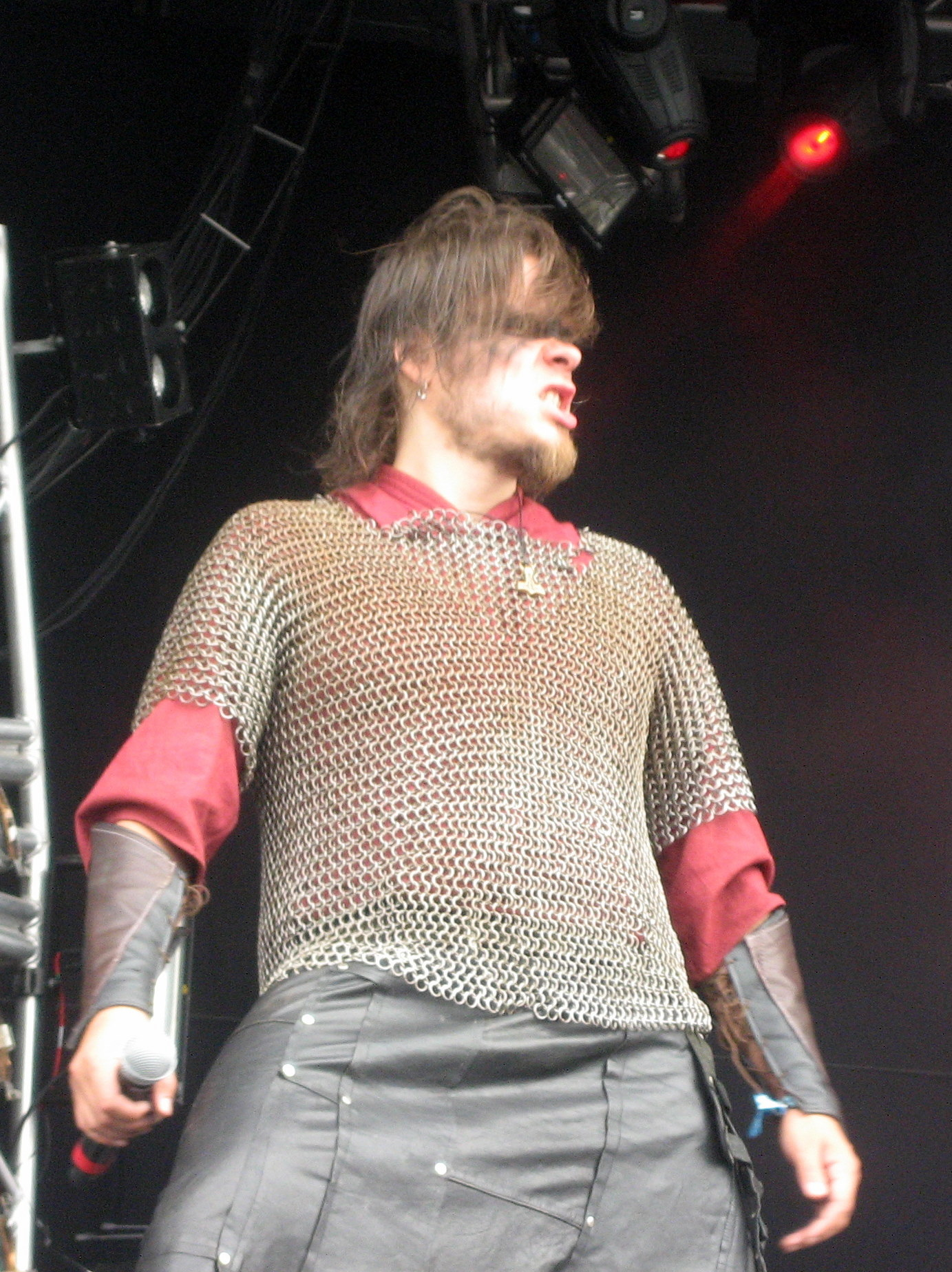
Tomi Mykkänen au Bloodstock Open Air de 2009 en Angleterre.

Après leur apparition au festival Wacken Open Air de 2006, Battlelore se lance dans l'enregistrement de son quatrième album, encore une fois avec Miitri Aaltonen aux Music Bros Studios, qui est publié au début de 2007 sous le titre Evernight et précédé par la vidéo de la chanson House of Heroes. Au début de septembre, une tournée européenne est annoncée avec Draconian et Darzamat, mais par la suite annulée.
En janvier 2007, le guitariste Vahvanen quitte temporairement le groupe pour un voyage de six mois en Asie, et est remplacé par Tommy Lintunen, qui apparait dans la vidéo de House of Heroes. À son retour en juin, Vahvanen reprend sa place de guitariste. En septembre, le groupe finlandais est annoncé en novembre pour l'ouverture des dates de concert d'After Forever à Helsinki et Tampere, mais ces dates sont annulés par l'organisateur. En novembre, Battlelore est aussi exclu de la tournée européenne de Korpiklaani, programmée en décembre.
Entre avril et mai 2008, leur cinquième album, The Last Alliance, est enregistré aux Sound Supreme Studios de Hämeenlinna avec le producteur Dan Swanö. L'album est publié en septembre, précédé par le clip de la chanson Third Immortal. Une semaine après publication, l'album atteint la 26e place des classements musicaux finlandais. Battlelore prend part au Finnish Fire Tour avec Korpiklaani, Falchion et Kivimetsän Druidi, mais le chanteur Mykkänen doit être remplacé par Harri Hyytiäinen, membre d'Avathar pour des raisons personnelles. Pendant l'été, le rôle du batteur est temporairement endossé par Enrico Annus, à cause d'autres problèmes personnels de Henri Vahvanen.
En fin septembre 2009, le groupe se lance dans six dates en Angleterre avec Finntroll, et annonce en décembre la préparation de leur sixième album studio. Durant l’été 2010, le groupe rentre en studio pour son sixième album, Doombound, dont la sortie est prévue pour le début de 2011. Il s'agit du premier album concept du groupe, qui durant 12 chansons, traite du destin de Túrin, héros du roman Les Enfants de Húrin de J. R. R. Tolkien. L'album sort en janvier 2011.

### Pause et reprise (depuis 2011)
Le 23 octobre 2011, le groupe annonce via son site web une pause musicale à durée indéterminée
La pause dure jusqu'en 2016 lorsque le groupe annonce sa participation au Metal Female Voices Fest XIII en octobre 2016.

## Membres

### Membres actuels
- Jyri « Moredhel » Vahvanen – guitare rythmique (1999-2011, depuis 2016)
- Kaisa Jouhki – chant clair (2000-2011, depuis 2016)
- Maria Honkanen – clavier, flûte (2000-2011, depuis 2016)
- Henri Vahvanen – batterie (2000-2011, depuis 2016)
- Jussi Rautio – guitare solo (2001-2011, depuis 2016)
- Timo Honkanen – basse (2004-2011, depuis 2016)
- Tomi Mykkänen – chant crié (2004-2011, depuis 2016)

### Anciens membres
- Miika Kokkola – basse
- Patrik Mennander – chant
- Tommi Havo – chant/guitare solo
- Gorthaur – batterie

## Discographie

### Albums promotionnels
- 1999 : Warriors Tale
- 2000 : Dark Fantasy

## Vidéographie
- 2004 : The Journey (DVD)